# The Proposition
The Proposition (no Brasil: A Proposta) é um filme de 1998 do gênero drama e romance.

## Sinopse
O casal Arthur (William Hurt) e Eleanor Barret (Madeleine Stowe) desejam  ter um filho, como o marido é estéril ele paga um estudante de Harvard para engravidar sua mulher. Ele se apaixona por ela, e ameaça quebrar o acordo se não o deixarem vê-la novamente. Depois que o jovem é morto com evidências de assassinato, o casal Barret é abalado e acabara envolvendo o padre McKinnon (Kenneth Branagh), que acaba de se mudar para a cidade por razões particulares.

## Elenco
| Ator                | Papel                           |
| ------------------- | ------------------------------- |
| Robert Loggia       | Hannibal Thurman                |
| Bronia Wheeler      | Irmã Mary Frances               |
| Kenneth Branagh     | Padre Michael McKinnon          |
| Madeleine Stowe     | Eleanor Barret                  |
| William Hurt        | Arthur Barret                   |
| Ken Cheeseman       | Wayne Fenton                    |
| Jim Chiros          | Timothy                         |
| Dee Nelson          | Susan Vicar                     |
| Pamela Hart         | Skip Taylor                     |
| Wendy Feign         | Maid                            |
| Blythe Danner       | Syril Danning                   |
| Dossy Peabody       | Secretária de Hannibal          |
| Neil Patrick Harris | Roger Martin                    |
| Thomas Downey       | Torrey Harrington               |
| Tom Kemp            | Arthur's Chauffeur              |
| Josef Sommer        | Padre Dryer                     |
| Frank Toste         | Padre Frank Timothy             |
| David Byrd          | Dr. Jenkins                     |
| Lawrence Bull Jr.   | Capitão Butler                  |
| Michael Bradshaw    | Butler                          |
| Willy O'Donnell     | Andre                           |
| Frank T. Wells      | Coronel                         |
| Eric Bruno Borgman  | Parishoner (não creditado)      |
| Alan Francis        | Homem na igreja (não creditado) |
| Caleb Mayo          | Homem no altar (não creditado)  |